# شریفه زرمتی وردک
شریفه زرمتی وردک (زاده: ۱۳۴۷ ولسوالی زرمت، ولایت پکتیا) سیاست‌مدار افغانستانی و نماینده مردم پکتیا در دوره پانزدهم مجلس نمایندگان افغانستان است.

## زندگی‌نامه
شریفه زرمتی وردک متولد ۱۳۴۷ از ولسوالی زرمت ولایت پکتیا افغانستان است. وی تحصیلات خود را در رشته تعلیم و تربیت در مقطع لیسانس به اتمام رسانده‌است.

## دیگر فعالیت‌ها
- فعالیت به عنوان معلم و خبرنگار.[۱]